# 塔爾琴

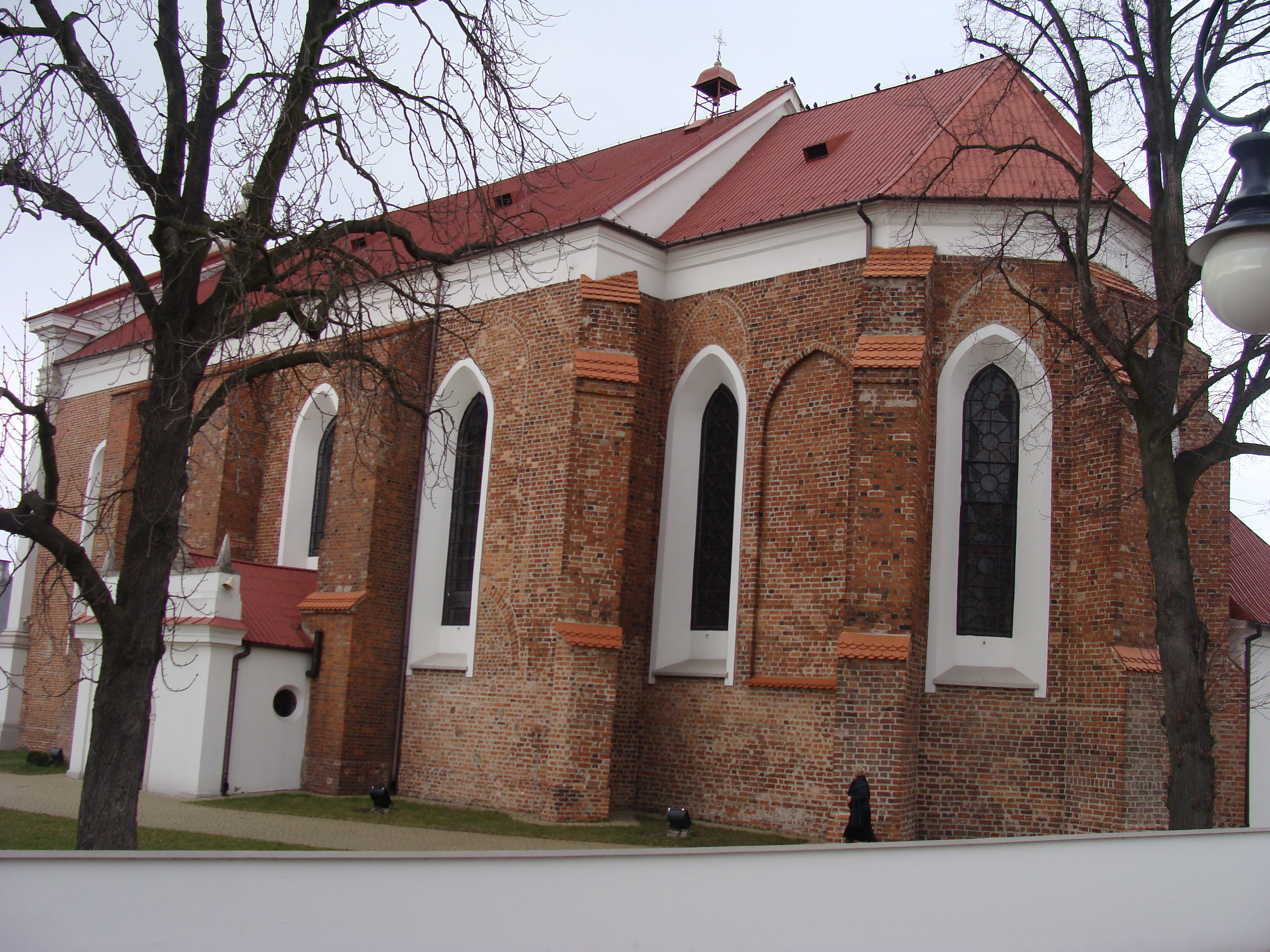

塔爾琴是波蘭的城鎮，位於該國中部，距離首都華沙約30公里，由馬佐夫舍省負責管轄，始建於十三世紀，面積5.24平方公里，海拔高度140米，2006年人口3,886。

## 外部連結
- Jewish Community in Tarczyn （页面存档备份，存于） on Virtual Shtetl